# Чабуља
Чабуља је планина у Херцеговини између реке Неретве и њене десне притоке Дрежанке. Највиши врх је Велика Влајна 1776 m.
Грађена је од мезозојских кречњака, а делимично и од доломита. Морфотектонски је продужетак планине Вележ. Према долини Дрежанке оштро је оивичена неколико стотина метара високим тектонским стрменима, док према југозападу прелази у подгорину. Снажна плеистоценска глацијација оставила је на многим местима дуж обе подгорине планине, а наручито дуж југозападне велике комплексе моренских насипа.
Чабуља је углавном гола, кршевита и безводна, са мало обрадиве земље у уским удолинама југозападне подгорине, где се налазе малобројна резбијена сеоска насеља. У већем делу Чабуља је подручје летњих испаша са сезонским сточарским насељима, мађу њима и сточара из субмедитеранске западне Херцеговине.